# Quảng Thịnh (xã)
Quảng Thịnh là một xã thuộc huyện Hải Hà, tỉnh Quảng Ninh, Việt Nam.
Xã Quảng Thịnh có diện tích 8,98 km², dân số năm 1999 là 2240 người, mật độ dân số đạt 249 người/km².